# 聖瑪麗堂區 (牙買加)
聖瑪麗堂區（英語：Saint Mary Parish）是牙買加的14個堂區之一，屬於米德爾塞克斯郡的一部分，位於該國西北部，北臨加勒比海，東鄰波特蘭堂區，南接聖安德魯堂區和聖凱瑟琳堂區，西毗聖安堂區，首府設於瑪麗亞港，面積610.5平方公里，2001年人口111,466。

## 外部連結
- Oracabessa Website （页面存档备份，存于）
- Ian Fleming International Airport Website （页面存档备份，存于）

18°19′N 76°54′W / 18.317°N 76.900°W